# Phyllanthus loandensis
Phyllanthus loandensis är en emblikaväxtart som beskrevs av Friedrich Welwitsch och Johannes Müller Argoviensis. Phyllanthus loandensis ingår i släktet Phyllanthus och familjen emblikaväxter. Inga underarter finns listade i Catalogue of Life.